# 韮菜庄乡
韮菜庄乡，是中华人民共和国内蒙古自治区呼和浩特市清水河县下辖的一个乡镇级行政单位。

## 行政区划
韮菜庄乡下辖以下地区：
韮菜庄村、北槽碾村、双台子村、前营盘村、北圪洞村、十七沟村、榆树庄村、狮子塔村、黑山子村、双井子村、盆地青村、三岔河村、座峰村、朱毛草村、七墩沟村和对九沟村。